# Partido Revolucionario de la Izquierda Nacionalista
El Partido Revolucionario de la Izquierda Nacionalista (PRIN) fue un partido de izquierda de Bolivia. Fue fundado en 1963 por el dirigente sindical Juan Lechín cuando los líderes del MNR no lo nominaron a presidente. El PRIN combinó al ala izquierda del MNR y a los antiguos miembros del POR.
Después del golpe de Estado de 1964 que derrocó al gobierno del MNR, el PRIN paso a la clandestinidad. El exilio de Lechín a Paraguay lo debilitó. Después de 1971, su posición como el principal partido a la izquierda del MNR fue debilitada por el nuevo partido MIR. El PRIN fue una vez más suprimido en los años 1970 por el régimen militar de Hugo Banzer Suárez.
En 1979 una exintegrante del PRIN, Lidia Gueiler Tejada —quien había retornado al MNR ese mismo año—, terminó siendo nombrada Presidenta interina. Gueiler se convirtió en la primera mujer  presidente de Bolivia.
En los años 1980 la fuerza del PRIN decayó aún más, en parte cediendo al alza del MIR.